# Jaak Uudmäe
Jaak Uudmäe   (Tallinn, 3 de setembre de 1954) és un atleta estonià, ja retirat, especialista en triple salt, que va competir sota bandera de la Unió Soviètica durant les dècades de 1970 i 1980.
El 1980 va prendre part en els Jocs Olímpics d'Estiu de Moscou, on guanyà la medalla d'or en la prova del triple salt del programa d'atletisme. Amb aquesta victòria impedí el quart or consecutiu de Víktor Sanéiev, alhora que el salt de 17,35 metres suposà el rècord nacional d'Estònia, un rècord encara vigent.
En el seu palmarès també destaquen tres medalles al Campionat d'Europa en pista coberta, dues de plata i una de bronze, entre les edicions de 1977 i 1980, una medalla de plata a les Universíades de 1979. Guanyà tres campionats soviètics en pista coberta i onze campionats de l'RSS d'Estònia entre 1975 i 1988. El 1979 i 1980 va ser reconegut com a atleta estonià de l'any.
Una vegada retirat ha exercit d'entrenador d'atletisme a Otepää i ha ocupat diversos càrrecs a la Federació d'Atletisme d'Estònia.

## Millors marques
- Triple salt. 17,35m (1980)[5]